# 바이사
바이사는 오만 리알의 1/1000의 가치이다.